# Missé
Missé – miejscowość i dawna gmina we Francji, w regionie Nowa Akwitania, w departamencie Deux-Sèvres. W 2016 roku liczba ludności wynosiła 849 mieszkańców. 
Dnia 1 stycznia 2019 roku połączono cztery wcześniejsze gminy: Mauzé-Thouarsais, Missé, Sainte-Radegonde oraz Thouars. Siedzibą gminy została miejscowość Thouars, a nowa gmina przyjęła jej nazwę. 